# 博里奥尔
博里奥尔，是西班牙瓦伦西亚自治区卡斯特利翁省的一个市镇。总面积61平方公里，总人口3812人（2001年），人口密度62人/平方公里。